# Lori Nelson
Pour les articles homonymes, voir Nelson.
Lori Nelson, nom de scène de Dixie Kay Nelson, est une actrice américaine née le 15 août 1933 à Santa Fe (Nouveau-Mexique) et morte le 23 août 2020 à Los Angeles (Californie).

## Biographie

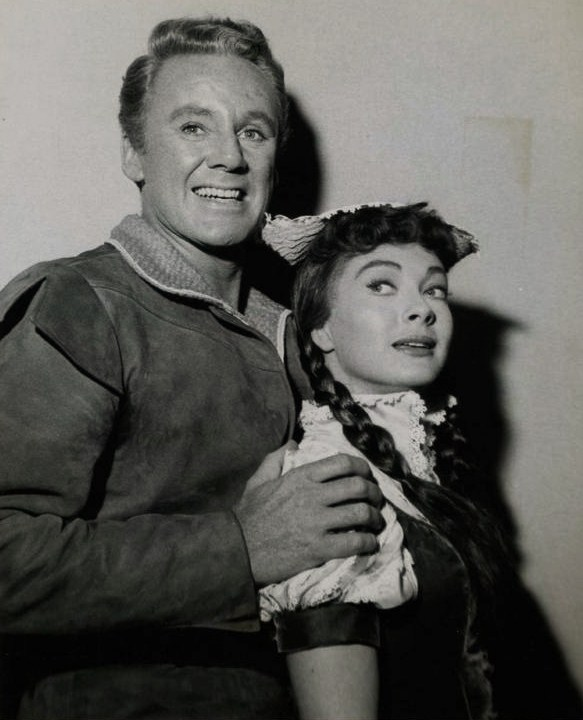
Lori Nelson et Van Johnson dans Le Joueur de flûte de Hamelin (1957, photo promotionnelle).

Au cinéma, Lori Nelson contribue à seulement dix-neuf films américains au cours des années 1950, le premier étant le western Les Affameurs d'Anthony Mann (avec James Stewart et Arthur Kennedy), sorti en 1952.
Suivent notamment Désir de femme (All I Desire) de Douglas Sirk (1953, avec Barbara Stanwyck et Richard Carlson), Le Nettoyeur de George Marshall (1954, avec Audie Murphy et Mari Blanchard) et La Vénus des mers chaudes de John Sturges (1955, avec Jane Russell et Gilbert Roland). Ses deux derniers films sortent en 1957.
À la télévision, Lori Nelson apparaît dans dix-neuf séries à partir de 1955, dont Au nom de la loi (un épisode, 1959) et Laramie (un épisode, 1961) ; la dernière est Cher oncle Bill, avec un épisode diffusé en 1971.
S'y ajoutent deux téléfilms, le premier diffusé en 1957 (Le Joueur de flûte de Hamelin (en) de Bretaigne Windust, avec Van Johnson et Claude Rains), le second en 1994 — à ce jour, son dernier rôle à l'écran.

## Filmographie

### Cinéma
- 1952 : Les Affameurs (Bend of the River) d'Anthony Mann : Marjie Baile
- 1952 : Ma and Pa Kettle at the Fair de Charles Barton : Rosie Kettle
- 1952 : Francis Goes to West Point d'Arthur Lubin : Barbara Atwood
- 1953 : The All American de Jesse Hibbs : Sharon Wallace
- 1953 : Les Yeux de ma mie (Walking My Baby Back Home) de Lloyd Bacon : Claire Millard
- 1953 : Qui est le traître ? (Tumbleweed) de Nathan Juran : Laura
- 1953 : Désir de femme (All I Desire) de Douglas Sirk : Lily Murdoch
- 1954 : Le Nettoyeur (Destry) de George Marshall : Martha Phillips
- 1955 : Sincerely Yours de Gordon Douglas : Sarah Cosgrove
- 1955 : La Peur La Peur au ventre (I Died a Thousand Times) de Stuart Heisler : Velma
- 1955 : Instinct de survie (Day the World Ended) de Roger Corman : Louise Maddison
- 1955 : La Vénus des mers chaudes (Underwater!) de John Sturges : Gloria
- 1955 : La Revanche de la créature (Revenge of the Creature) de Jack Arnold : Helen Dobson
- 1956 : L'Attaque du Fort Douglas (Mohawk) de Kurt Neumann : Cynthia Stanhope
- 1956 : Hot Rod Girl (en) de Leslie H. Martinson : Lisa Vernon
- 1956 : Le Trouillard du Far West (Pardners) de Norman Taurog : Carol Kingsley
- 1957 : Untamed Youth d'Howard W. Koch : Jane Lowe
- 1957 : Outlaw's Son de Lesley Selander : Lila Costain
- 1998 : Mom, Can I Keep Her? (téléfilm) : Stephanie
- 2005 : The Naked Monster (téléfilm) : Dr Helen Dobson

### Télévision
- 1955 : It's a Great Life (série TV) : Vera Thompson / Vera
- 1956 : Climax! (série TV) : Mary
- 1957 : Le Joueur de flûte de Hamelin (The Pied Piper of Hamelin) (téléfilm) : Mara
- 1957-1958 : Comment épouser un millionnaire (How to Marry a Millionaire) (série TV) : Greta Hanson
- 1959 : Au nom de la loi (Wanted : Dead or Alive) (série TV) : Doris Albright « Antilope blanche »
- 1959 : The Texan (en) (série TV) : Elizabeth Blake
- 1959 : La Grande Caravane (Wagon Train) (série TV) : Charity Steele
- 1959 : The Millionaire (série TV) : Lorraine Daggett
- 1959 : Sugarfoot (série TV) : Ellen Conway
- 1959 : Tales of Wells Fargo (série TV) : Susan Farr
- 1960 : Lock Up (série TV) : Honey Evans
- 1960-1961 : The Tab Hunter Show (série TV) : Angela Anderson / Dodo
- 1961 : Dante (série TV) : Cynthia Rogers
- 1961 : Laramie (série TV) : Grace
- 1961 : Bachelor Father (série TV) : Spring Loring
- 1961 : Whispering Smith (série TV) : Mme Venetia Molloy
- 1971 : Cher oncle Bill (Family Affair) (série TV) : Dr Joan Blanton
- 1994 : Secret Sins of the Father (téléfilm) : Mme Lieber